# Troianiv, Jîtomîr
Troianiv (în ucraineană Троянів) este localitatea de reședință a comunei Troianiv din raionul Jîtomîr, regiunea Jîtomîr, Ucraina.

## Demografie
Componența lingvistică a localității Troianiv
     Ucraineană (98,29%)
     Rusă (1,66%)
     Alte limbi (0,05%)
Conform recensământului din 2001, majoritatea populației localității Troianiv era vorbitoare de ucraineană (98,29%), existând în minoritate și vorbitori de rusă (1,66%).